# The Scavengers
The Scavengers – nowozelandzki zespół punk rockowy, działający w latach 1977–1980. Jednym z jego członków był Brendan Perry, późniejszy muzyk Dead Can Dance.
Zespół The Scavengers był, wraz z Suburban Reptiles, pierwszym zespołem punk rockowym w Nowej Zelandii.

## Historia i kariera muzyczna

### The 1B Darlings (1975–1977)
Pod koniec 1975 roku czterej studenci wydziału grafiki Auckland University of Technology: Marlon Hart, Simon Monroe, Michael Simons oraz Ken Cooke założyli zespół The 1B Darlings. Wkrótce przybrali pseudonimy pod którymi zaczęli być rozpoznawalni: Mal Licious, Des Truction, Mike Lesbian i Johnny Volume. Przez cały 1976 rok The 1B Darlings grał na salach i imprezach poszukując własnego stylu. Gdy latem muzycy obejrzeli w telewizji program o Sex Pistols, Johnny stwierdził, iż zespół powinien wykonywać muzykę punk rockową.

### The Scavengers

#### 1977
Zespół The Scavengers został założony w 1977 roku na bazie The 1B Darlings. Nowa nazwa została przyjęta po koncercie w Albert Park, kiedy Johnny Volume i Des Truction poszukiwali wyrzuconych papierosów, a Volume odezwał się do Des Tructiona: „you scavenger” („ty śmieciarzu”).
Zespół rozpoczął próby w opuszczonym magazynie. Jego wczesny repertuar stanowiły covery takich wykonawców jak: Iggy Pop, New York Dolls, Kiss i ówczesnych zespołów punkowych. Wkrótce nagrał złożone z 12 piosenek demo, które przyniosło w efekcie pierwszy występ zespołu na żywo w czerwcu 1977 roku. Z czasem zespół zyskał zainteresowanie mediów i publiczności. 1 października 1977 roku z zespołu odszedł Marlon Hart. Zastąpił go basista Brendan Perry (przyjął pseudonim Ronnie Recent).

#### 1978
W styczniu 1978 roku z zespołu odszedł Michael Simons. Głównym wokalistą został Brendan Perry. W tym samym miesiącu zespół nagrał dwie piosenki: „Routine” i „Supported By The State” na planowany singel, który jednak nie został wydany. Pod koniec lutego The Scavengers był pierwszym zespołem rezydującym w punkowym klubie Zwines w Auckland. Często występował w The Globe Tavern i Windsor Castle. Nagrał piosenkę „Money In The Bank”, a w czerwcu 1978 roku w studiach Mascot w Auckland – swoje ostatnie utwory – „True Love” i „Mysterex”. Wystąpił w nowozelandzkiej telewizji w dokumentalnym programie poświęconym scenie punkowej w tym kraju. 18 czerwca dał koncert w ratuszu w Wellington. Był to okres, kiedy nowozelandzki punk był u szczytu popularności. Później zainteresowanie mediów tym gatunkiem zaczęło słabnąć. Zbiór nagrań The Scavengers z 1978 roku został wydany przez Zerox Records / FMR w 2003 roku.

#### Wyjazd do Australii
Zespół planował przeprowadzkę do Londynu. Aby sfinansować ten zamiar, udał się w trasę koncertową, jednak funduszy nie udało się zebrać. Ostatecznie koncertował w Nowej Zelandii. Na początku listopada 1978 roku udał się do Sydney, a w 1979 roku – do Melbourne, gdzie występował pod nazwą Marching Girls. Nie zdobył jednak większej popularności. Piosenki „True Love” i „Mysterex” znalazły się na punkowej składance AK79, która została wydana w Nowej Zelandii pod koniec stycznia 1980 roku. Brendan Perry wkrótce dał się poznać jako członek zespołu Dead Can Dance. 

#### Nagrania
W 2003 roku nakładem nowozelandzkiej wytwórni Zerox ukazała się składanka największych przebojów zespołu, w tym „Mysterex” (w dwóch wersjach) i „True Love”. Wszystkie utwory (oprócz pierwszej wersji „Mysterex”) zostały zarejestrowane w 1978 roku w składzie: Ronnie Recent – gitara basowa, śpiew, Johnny Volume – gitara, śpiew i Des Truction – perkusja.